# Geneleós

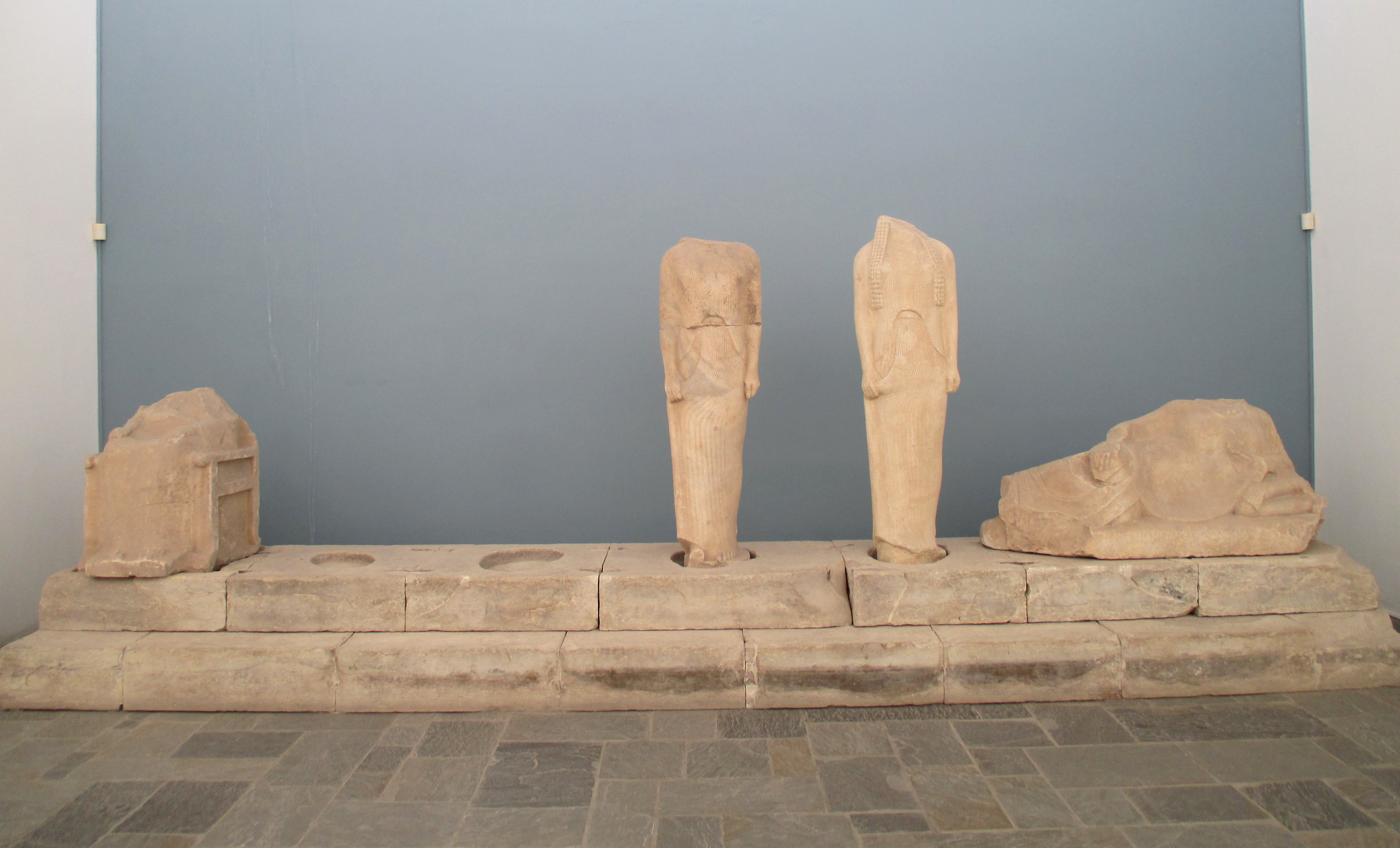
Tzv. skupina soch Geneleós, 6. stol. př. n. l., archeologické muzeum, Samos

Geneleós (řecky Γενέλεως) byl řecký sochař, žijící v 6. století př. n. l.
Geneleós, řecký sochař zřejmě z ostrova Samos, tvořil asi v polovině 6. století př. n. l. Svědectvím tvorby tohoto umělce je jeho signatura na fragmentu sochy sedící ženy (jménem Fileia) ze šedého mramoru, objevené v archeologické lokalitě antického chrámu Heraion na ostrově Samos.
Socha sedící ženy byla původně jedna ze série šesti soch postavených na vápencových podstavcích (559A-F). Z těchto soch (archaického typu) se zachovaly jen čtyři, i ty jsou již značně poškozené. Nápisy na soše sedící ženy jsou datovány do let 560 až 550 př. n. l. První je vyrytý na spodním okraji pláště (nebo peplosu) a druhý je na levé opěrce sedadla:
| „                     | 1., ἡμᾶς ἐποίσε Γενέλεως 2., Φίλεια ; překlad: 1., to zhotovil Geneleós 2., Fileia | “ |
| — text v starořečtině |                                                                                    |   |

Na těchto podstavcích stála zřejmě šestičlenná skupina soch rodiny sestávající ze sedící ženy (Fileia), lze mladého chlapce (kúra,?), tří dívek (kór,?, Filippé, Ornithé) a ležící ženy (možná hlavy rodiny, […] ilarchés).